# Kerzenhöhnchen
Kerzenhöhnchen ist ein Ortsteil der Gemeinde Much im Rhein-Sieg-Kreis.

## Lage
Kerzenhöhnchen liegt auf den Hängen des Bergischen Landes. Nachbarorte sind Springen im Norden und Siefen im Osten. Der Ort ist über die Landesstraße 312 erreichbar.

## Einwohner
1830 hatte Kerzenhohn 18 Bewohner.
1901 hatte der Weiler 17 Einwohner. Hier wohnten die Familien von Ackerin Witwe Peter Josef Flüch und der Handelsmann Joh. Friedrichs. Der Mühlenbetrieb im Naafbachtal wurde 1927 eingestellt, 1979 wurde die Mühle abgerissen.
In Kerzenhöhnchen gibt es eine Dorfgemeinschaft und die Vereine Kerzenhöhnchener Fründe und den Reiterverein Meteor 1972.